# Stigmaphyllon pseudopuberum
Stigmaphyllon pseudopuberum är en tvåhjärtbladig växtart som beskrevs av Franz Josef Niedenzu. Stigmaphyllon pseudopuberum ingår i släktet Stigmaphyllon och familjen Malpighiaceae. Inga underarter finns listade i Catalogue of Life.